# From the Yellow Room
From the Yellow Room è il terzo album del pianista sud coreano Yiruma, pubblicato nel 2003.

## Tracce
1. The Scenery Begins - 4:07
2. Chaconne - 3:47
3. Yellow Room - 3:41
4. Indigo - 3:01
5. Kiss the Rain - 4:16
6. The Day After - 3:44
7. Sometimes...Someone - 4:17
8. Falling - 3:32
9. The Moment - 4:04
10. 27 . May - 3:35
11. With the Wind - 3:55
12. Indigo 2 (con chitarra) - 3:48
13. Chaconne 2 (con chitarra) - 3:39
14. ... - 2:42